# Osie Johnson
James 'Osie' Johnson (Washington, 11 januari 1923 - New York, 10 februari 1966) was een Amerikaanse jazz-drummer.
Johnson studeerde harmonieleer en muziektheorie aan de Armstrong High School in Washington. Hij speelde in 1941 bij de Harlem Dictators en was in 1942-43 lid van de band van Sabby Lewis in Boston, daarna speelde hij in een band van de US Navy. Na 1945 werkte hij vijf jaar in Chicago, o.a. in de band van de R&B-saxofonist Eddie Chamblee, vervolgens werd hij in 1951 lid van de band van Earl Hines. Hij trad op met Tony Scott, Dorothy Donegan, Illinois Jacquet en Billy Bauer en speelde op het Newport Jazz Festival van 1957 (met Gigi Gryce en Donald Byrd). Hij werkte tot in de jaren zestig in New York als een veelgevraagd studiomuzikant, zo speelde hij met bijvoorbeeld Coleman Hawkins, Dinah Washington, Wes Montgomery, Paul Gonsalves, Al Cohn, Zoot Sims, Mose Allison en Sonny Stitt op plaatopnames. Daarnaast werkte hij ook af en toe als zanger en componist en nam hij albums als bandleider op. Hij arrangeerde de nummers Fool That I Am en Too Soon to Know voor Dinah Washington.

## Discografie
- Johnson's Whacks 1955
- Osie's Oasis met Henry Coker, Charlie Fowlkes, Milt Hinton, Bill Hughes, Thad Jones, Dick Katz, Wendell Marshall, Frank Wess, Ernie Wilkins, 1955
- Swingin' Sounds, 1955
- A ..T of the Blues, 1956
- The Happy Jazz of Osie Johnson, 1957